# Volvo 8900
Volvo 8900 to jednopokładowy autobus miejski i międzymiastowy, wprowadzony po raz pierwszy w 2010 r. jako krzyżowy następca zarówno aluminiowego nadwozia 8500, jak i nadwozia ze stali nierdzewnej 8700, wykorzystujący zalety obu technologii. Jest dostępny zarówno w wersji z podłogą o wysokości 860 mm, jak i w wersji niskopodłogowej Volvo 8900LE. Jest budowany przez Volvo Säffle.

## Historia
Volvo 8500 zbudowane przez Volvo Säffle na początku maja 2010 r. przeszło lifting przedniej części nadwozia. Dwa miesiące później Volvo oficjalnie ogłosiło nowy model 8900. Przód był taki sam jak w zmodernizowanym 8500, ale reszta autobusu była nowa. Model 8500 z Säffle miał zostać wycofany z produkcji latem 2011 roku, natomiast model 8700 z Wrocławia miał zniknąć z produkcji przed nowym rokiem 2012.
Ponieważ podwozie B12B/B12BLE również miało zniknąć z produkcji do 2012 roku, a B8R/B8RLE wciąż nie było gotowe, Volvo musiało znaleźć rozwiązanie dla wersji trzyosiowych. Ponieważ w tym czasie B12B/B12BLE było jedynym podwoziem trzyosiowym oferowanym dla autobusów miejskich i międzymiastowych. Tak więc wraz z wprowadzeniem 8900/8900LE, Volvo oferowało teraz B7RLE 6x2, B9RLE 6x2 i B9R 6x2, a także standardowe dwuosiowe B7RLE, B7R i B9R. Latem 2013 r. pierwsze B8R i B8RLE zaczęły pojawiać się w niewielkich ilościach, a od 2014 r., wraz z wymogami Euro 6, nie są już oferowane żadne 7 ani 9.
Mając dwie fabryki produkujące te same modele, Volvo zrównoważyło produkcję, budując tylko B7R/B7RLE w Polsce, podczas gdy B9R/B9RLE i kilka B7R/B7RLE zbudowano w Szwecji. Było to również praktyczne, ponieważ większość rynku dla większych silników znajdowała się w Skandynawii. Jednak Volvo zdecydowało się zamknąć fabrykę w Säffle latem 2013 r., a cała produkcja tego modelu odbywa się obecnie w Polsce.
Podobnie jak w przypadku wielu modeli autobusów niskopodłogowych, 8900LE ma siedzenia w niskopodłogowej części autobusu zamontowane na podestach, aby podnieść je nieco z podłogi, pozostawiając tylko przejście i obszar dla wózków inwalidzkich na poziomie wejścia. Pod koniec 2011 r. Volvo ogłosiło, że będzie również dostarczać model 8900LE bez tych podestów dla klientów, którzy sobie tego życzą. Ponieważ siedzenia były niższe, również linia okien musiała zostać obniżona, aby ludzie mogli widzieć na zewnątrz. Od końca 2014 r. obniżona linia okien jest standardem we wszystkich nowych modelach 8900LE.